# Brasão de armas de Granada
O brasão de armas de Granada foi adoptado após a independência. É composto por um escudo dividido em quatro partes por uma cruz de ouro. Ao centro da cruz figura uma reprodução da nau Santa Maria de Cristóvão Colombo. No quarto superior esquerdo e no quarto inferior direito, figura o leão dourado Inglês num fundo vermelho, e nas outras duas secções, dois crescentes dourados dos quais um lírio floresce. Sobre o escudo, uma coroa de ouro, encimada por vários ramos de vegetação da Ilha de Bougainville. Na grinalda estão postas sete rosas, simbólicas das sete comunidades de Granada. Como suportes do escudo está à dextra um tatu frente a um caule de milho, e na sinistra, um pombo perante uma bananeira. Todo o conjunto está assente num solo gramado com um lago, onde aparece também um liste com o lema: "Sempre conscientes de Deus, aspiramos, construímos e avançamos, como um só povo".